# Castelo do Piauí
Castelo do Piauí este un oraș în Piauí (PI), Brazilia.